# 松平信政
松平 信政（まつだいら のぶまさ、寛文元年11月6日（1661年12月27日） - 元禄4年11月25日（1692年1月13日））は、江戸時代前期の旗本。父は鷹司松平家初代松平信平、母は紀州藩主徳川頼宣の娘・松姫。正室は森長継の娘・大姫。『寛政重修諸家譜』などによる諱は信正。
寛文12年（1672年）閏6月9日、将軍徳川家綱に拝謁する。延宝4年12月26日（1677年1月29日）、従四位下・侍従に叙任されて近江守を名乗る。後に左兵衛督に改める。元禄2年12月2日（1690年1月12日）、父の死により遺領7000石を継承する。将軍徳川綱吉の御台所で鷹司家出身（従姪に当たるが年齢は10歳上）の鷹司信子から信任を受けた。父の死から2年後に後を追うように病死した。戒名は温恭院殿従四位拾遺法嵓純真大居士。家督は長男の信清が相続した。
曽祖父は徳川家康、祖父は関白鷹司信房、紀州家祖徳川頼宣。徳川3代将軍家光とは従兄弟違い、その御台所鷹司孝子は伯母、さらには8代将軍徳川吉宗とは従兄弟である。五摂家、徳川将軍家、御三家といった最高の格式を誇る家々の血筋を受け継いでおり、高家でもない一介の旗本でありながら国主並の官位官職に叙せられていた。